# Dasher (Software)
Dasher ist ein grafisches prognostisches Texteingabesystem, das Nutzern effiziente Texteingabe durch ein Zeigegerät mit ununterbrochenen Zeichengesten anstatt mit einer Tastatur ermöglicht. Damit kann es der barrierefreien Steuerung von Rechnern dienen oder eingesetzt werden, wenn die Nutzung einer brauchbaren Tastatur z. B. aufgrund der Größe oder des Einsatzzweckes (z. B. für Einhandbetrieb oder Betrieb ohne Handeinsatz) des Gerätes erschwert oder nicht möglich ist.

Das Programm ist für alle geschriebenen Sprachen verwendbar.
Es lehnt sich an ein Arcade-Spiel an, da man bei der Benutzung durch über den Bildschirm fliegende Zeichen fährt. Es nutzt ein wahrscheinlichkeitsbasiertes Vorhersagemodell, um wahrscheinlichere Zeichen(kombinationen) in den Vordergrund zu stellen. Das Prinzip kann als umgekehrte Version des arithmetischen Kodierens, einer Datenkompressionstechnik, beschrieben werden.
Daneben wird Fitts’ Gesetz genutzt, das besagt, dass größere Bereiche schneller ausgewählt werden können als kleinere.
Des Weiteren wird an einer Version gearbeitet, die das Dasher-Prinzip mit Spracherkennung kombiniert, um so die Effizienz der Texteingabe noch einmal deutlich zu erhöhen. Hierzu wird ein Wortgitter generiert, dessen Wahrscheinlichkeiten auf möglichen Mehrdeutigkeiten/Fehlern seitens der Spracherkennungssoftware basieren.
Dasher steht als freie Software unter der GPL unter anderen für Linux-, Windows- sowie Android und Apple iOS zur Verfügung. Eine ältere Version ist auch für Pocket PCs erhältlich.
Dasher wurde von David J. C. MacKay erfunden und von David Ward und anderen Mitgliedern von MacKays Forschungsgruppe an der Universität Cambridge entwickelt. Das Dasher-Projekt wird von der Gatsby Charitable Foundation unterstützt.